# جبران باسیل
جبران جرجی باسیل (زادهٔ ۲۱ ژوئن ۱۹۷۰) سیاست‌مدار لبنانی و رهبر جنبش آزاد میهنی است.
باسیل در یک خانواده مسیحی مارونی متولد شده‌است. او لیسانس و فوق لیسانس مهندسی عمران را از دانشگاه آمریکایی بیروت دریافت کرده‌است. پدرزن او میشل عون هم‌اکنون رئیس‌جمهور لبنان و مؤسس جنبش آزاد میهنی است.